# Appelscha
Appelscha  (in dialetto Stellingwerfs: Appelsche); in frisone: Appelskea) è un villaggio di circa 4.700 abitanti  della provincia della Frisia (Friesland/Fryslân), nel nord-est dei Paesi Bassi, situato nella regione di Stellingwerfen e ai margini del Nationaal Park Drents-Friese Wold. Dal punto di vista amministrativo, si tratta di una frazione del comune di Ooststellingwerf, di cui costituisce il secondo centro più popoloso dopo il capoluogo Oosterwolde.
La cittadina è nota, tra l'altro, per essere stata, nel corso degli anni trenta del XX secolo, un baluardo del movimento anarchico e del socialismo radicale in Frisia.

## Geografia fisica

### Collocazione
Appelscha si trova nella zona sud-orientale della provincia dell Frisia, al confine con la provincia della Drenthe e tra le città di Herenveen ed Assen (rispettivamente ad est della prima e ad ovest della seconda), a circa 30 km a sud-ovest di Beetsterzwaag.

### Suddivisione amministrativa
- Appelscha
- Aekinga[2]
- Oude Willem[2]

### Territorio
Il territorio attorno ad Appelscha è costituito da brughiere, foreste di conifere e dune di sabbia.

## Società

### Evoluzione demografica
Al censimento del 2013, Appelscha contava una popolazione pari a 4.719 abitanti.

## Storia
I primi insediamenti sono attestati intorno all'anno 1000, segnatamente dove ora sorgono i villaggi di De Boerestreek, Aekinga, Terwisscha e De Bult.
La località fu citata quindi per la prima volta nel 1247.
Appelscha fu per vari secoli principalmente un centro agricolo. A partire dalla fine del XIX secolo, divenne un centro per l'estrazione della torba.

## Architettura

### Edifici e luoghi d'interesse

#### Chiesa riformata di Nieuw-Appelscha
La chiesa riformata di Nieuw-Appelscha ("Nuova Appelscha") fu eretta nel 1869 su progetto di F.W. Scheenstra.
|  |

#### Chiesa riformata di Oud-Appelscha
La chiesa riformata di Oud-Appelscha ("Vecchia Appelscha") o Trefkerk fu costruita nel 1903 su progetto di P.J. Kramer.
A fianco dell'edificio un klokkenstoel (una sorta di campanile provvisorio) risalente al 1453.
|  |

## Sport
- VV Stânfries, squadra di calcio[9]